# Legea proporțiilor multiple
Legea proporțiilor multiple este o lege utilizată în chimie și imaginată de John Dalton.
- "Cand aceeași cantitate dintr-un element se combină cu cantități diferite dintr-un al doilea element spre a rezulta diferite combinații, între cantitățile în grame există un raport de numere întregi și mici".
- Legea proporțiilor multiple stă la baza faptului că un element posedă mai mulți echivalenți, după combinațiile din care acestea fac parte. Astfel, sulful formează combinații cu oxigenul care se pot scrie SO2 și SO3.
- Unele elemente se combină cu diferite cantități dintr-un alt element formând diferite combinații. Un exemplu clasic este furnizat de oxizii azotului. Aceeași cantitate de azot (14 g)se combină cu cantități variabile de oxigen spre a rezulta oxizii azotului.

| Masa azotului | masa oxigenului            |
| ------------- | -------------------------- |
| 14:(1,8)      | (oxid de diazot):N2O       |
| 14:(2,8)      | (dioxid de diazot):N2O2    |
| 14:(3,8)      | (trioxid de diazot):N2O3   |
| 14:(4,8)      | (tetraoxid de diazot):N2O4 |
| 14:(5,8)      | (pentaoxid de diazot):N2O5 |